# Boudewijn Hendricksz
Boudewijn Hendricksz, également connu sous le nom de Hendrikszoon, Bowdoin Henrick en anglais et Balduino Enrico en espagnol, était un corsaire néerlandais et, plus tard, un amiral. Il est surtout connu pour son rôle dans la bataille de San Juan en 1625 pendant la guerre de Quatre-Vingts Ans, au cours de laquelle il tenta, sans succès, de capturer San Juan aux forces espagnoles. La même année, avant l'assaut de San Juan, il tenta de reprendre Bahia, au Brésil, après que les Espagnols eurent vaincu les forces néerlandaises dans la ville,.
Il fut à un moment donné l'un des bourgmestres d'Edam aux Pays-Bas.

## Historique des campagnes militaires
En 1625, la Compagnie néerlandaise des Indes occidentales ordonna à Hendrijkz de secourir Bahia, qui était aux mains des néerlandais mais qui avait été attaquée par les Espagnols. On lui donna 34 navires dotés d'une bonne artillerie et 6 500 hommes, mais, à son arrivée au Brésil, les Espagnols avaient déjà expulsé les néerlandais de la ville.
Quelques jours après la capitulation des Pays-Bas, une flotte de secours composée de 33 navires fut lancée et dirigée par l'amiral Boudewijn Hendricksz, secondée par le vice-amiral Andries Veron. Fadrique de Tolède, qui avait été prévenu de son arrivée, disposa 6 galions pour les attirer sous un tir croisé meurtrier. Cependant, voyant la grande flotte hispano-portugaise ancrée à l'intérieur, Hendricksz décida de se retirer pour naviguer en haute mer. Les navires de guerre espagnols tentèrent de le poursuivre, mais un galion s'échoua et la poursuite fut abandonnée. Hendricksz divisa alors sa flotte en trois groupes. L'un d'eux est rentré aux Pays-Bas avec les fournitures et les munitions pour la garnison de Salvador ; les deux autres ont attaqué respectivement la ville coloniale de San Juan dans les Caraïbes et le poste de traite portugais en Afrique, le Fort Saint-Georges-de-la-Mine, mais ont tous deux furent vaincus de manière décisive.
La flotte néerlandaise s'est ensuite rendue à Paraíba où elle fut scindée en deux. La moitié des navires, commandés par Veront, naviguèrent vers l'Afrique. Les 17 autres navires, commandés par Hendrijks lui-même, se rendirent à Porto Rico dans l’intention de le capturer.
Le 24 septembre 1625, Hendrijks arriva sur la côte de San Juan avec 17 navires et 2 000 hommes et envoya un message au gouverneur de Porto Rico, Juan de Haro, lui ordonnant de se rendre, ce qu'il refusa. Militaire expérimenté, il s'attendait à une attaque à l'endroit connu sous le nom de Boqueron qu'il fit donc fortifier. Cependant, les néerlandais empruntèrent une autre route et atterrirent à La Puntilla.
De Haro réalisa qu'une invasion était inévitable et ordonna au capitaine Juan de Amézqueta, ainsi qu'aux 300 hommes stationnés au « Fort San Felipe del Morro », d'évacuer la ville de San Juan. Il a également demandé à l'ancien gouverneur, Juan de Vargas, d'organiser une résistance armée à l'intérieur de l'île. Le 25 septembre, Hendrijks attaqua San Juan, assiégeant le château d'El Morro et La Fortaleza (la résidence du gouverneur), puis envahit la capitale et installa son quartier général à La Fortaleza. Les néerlandais subirent une contre-attaque menée par le capitaine Juan de Amézqueta et par 50 membres de la milice civile à terre et par les canons des troupes espagnoles situées au château d'El Morro. 60 soldats néerlandais moururent durant cette bataille et de nombreux blessés furent à déplorer, notamment Boudewijn Hendrijkz, blessé au cou par Juan de Amézqueta, considéré comme l'un des meilleurs épéistes de l'île.
Les navires néerlandais en mer ont été arraisonnés par les Portoricains, vainqueurs des forces néerlandaises. Après une longue bataille, les soldats espagnols et les volontaires de la milice de la ville réussirent à défendre la ville de l'attaque et à sauver l'île d'une invasion. Le 21 octobre, Hendrijkz incendia La Fortaleza et la ville. Les capitaines Amézqueta et Andrés Botello décidèrent de mettre fin aux destructions et menèrent 200 hommes dans une attaque contre l'avant et l'arrière-garde de l'ennemi. Ils chassèrent Hendrijkz et ses hommes de leurs tranchées, pressés d'atteindre leurs navires,.
Hendrijkz, lors de sa retraite, laissa derrière lui l'un de ses plus grands navires échoués et plus de 400 de ses hommes morts. Il tenta ensuite d'envahir une nouvelle fois l'île en attaquant la ville d'Aguada, mais, de nouveau vaincu par la milice locale, il abandonna l'idée d'envahir Porto Rico,.
Le corsaire se rendit ensuite à Saint-Domingue, où il tenta de s'emparer d'un autre fort, puis rejoignit l'île de Margarita. Le 22 février, il arriva à Pampatar, qu'il conquit facilement, puis débarqua dans un village maintenant appelé Porlamar. Mais ces succès limités ne compensaient pas les dépenses d'équipement de sa flotte.
Il décida ensuite de se rendre à La Havane, dont il avait étudié les défenses, jusqu'à ce qu'il décida finalement que c'était une folie d'essayer de conquérir la ville. Il s'est ensuite rendu à Matanzas et à Cabañas (en), où il se ravitailla. Il tomba malade et mourut le 2 juillet 1626. Sa flotte rentra aux Pays-Bas mais seuls 700 des 1 500 hommes qui avaient attaqué Porto Rico revinrent vivants.